# Leforest
Leforest är en kommun i departementet Pas-de-Calais i regionen Hauts-de-France i norra Frankrike. Kommunen ligger i kantonen Leforest som tillhör arrondissementet Lens. År 2022 hade Leforest 7 120 invånare.

## Befolkningsutveckling
Antalet invånare i kommunen Leforest
| Referens: INSEE |